# زامل بن أجود الجبري
ٱلۡأَمِيرُ زَامِلُ بۡنُ أَجۡوَدٍ ٱلۡجَبۡرِيُّ قائدٌ عسكريٌّ جبريٌّ ووالد السُّلطان مُقرَن بن زامل الجبري، تولى قيادة جيش السُّلطان أجود بن زامل الجبري مرتين، تولى قيادة الجيش المرة الأولى في حملة بحرية ضد مملكة هُرمُز في جزيرة هُرمُز سنة 880 هـ/1475 م، وتولى قيادة الجيش المرة الثانية في حملة برية ضد الهُرمُزيين في عُمان ومدينة رأس الخيمة في نفس السنة.

### فهرس المراجع
منشورات
عربيَّة
1. ↑  الخالدي (2011)، ص. 170.
2. ↑  الخالدي (2011)، ص. 48.

### بيانات المراجع (مُرتَّبة حسب تاريخ النشر)
الكُتُب
العربيَّة
- خالد بن عزام بن حمد الخالدي؛ إيمان بنت خالد الخالدي (2011). السلطنة الجبرية: في نجد و شرق الجزيرة العربية (ط. 1). بيروت: الدار العربية للموسوعات. ISBN:978-9953-563-16-9. LCCN:2011332519. OCLC:705005796. OL:25365932M. QID:Q120997896.